# HFMニュースパイス・シャワー
HFMニュースパイス・シャワー（エイチエフエム - ）は、2000年4月から2003年9月30日まで広島FMで放送された、朝のワイド番組。
2003年3月末までは、8:21-10:30までの放送だった。2003年4月からは1時間拡大し、7:30からの放送となり、この時間に放送されている交通情報、「アンデルセンサウンドブレックファースト」、「HEADLINE NEWS & HIROSHIMA」、「トヨタモーニングシャッフル」はこの番組に内包される形となったが、枠拡大からわずか半年後に番組は終了した。後枠は「GOOD MORNING」（2005年9月に終了）。
当番組終了と同時に、「HEADLINE NEWS & HIROSHIMA」は「GOOD MORNING NEWS」に、「トヨタモーニングシャッフル」は「TOYOTA GOOD SPORTS」に変わった。

## 放送時間
- 2000年4月〜2003年3月31日 8:21-10:30
- 2003年4月〜2003年9月30日 7:30-10:30

## パーソナリティ
2000年4月〜2003年3月28日
- 赤木淳子 - 月・火曜日担当
- 江坂英香 - 水・木曜日担当

2003年4月1日〜2003年9月30日　
- 江坂英香 - 月〜木曜日担当

## タイムテーブル
- 7:30 オープニングヘッドライン～トラフィックインフォメーション＜提供：Audi観音＞
- 7:35 アンデルセン・サウンドブレックファースト＜提供：アンデルセン＞
- 7:45 HEADLINE NEWS & HIROSHIMA＜提供：広島トヨタ＞
- 7:50 トヨタ・モーニングシャッフル＜提供：トヨタディーラー＞
- 8:00 SUZUKI今日のキーナンバー＜提供：SUZUKI＞
- 8:10 メルセデス・ベンツスーパーコラム＜提供：メルセデス・ベンツ＞
- 8:19 トラフィックインフォメーション＜提供：ヤナセ中国＞
- 8:20 TODAY'S SHOWER＜提供：広島スバル＞
- 8:30 ニュース
- 8:40 トラフィックインフォメーション+ウェザーレポート＜提供：アレーゼ広島･福山･新山口＞
- 8:45 ひろしまCITY情報＜提供：広島市＞
- 8:55 献血情報
- 9:00 トラフィックインフォメーション+ウェザーレポート＜提供：にしき堂＞
- 9:06 ヘッドラインニュース
- 9:30 トラフィックインフォメーション+ウェザーレポート
- 9:35 テレマートラジオショッピング
- 9:55 ニュース+天気予報
- 10:00 江坂のノベルティハンター＜提供：信和不動産＞
- 10:12 トラフィックインフォメーション
- 10:14 ワンヴィレポート

| 広島エフエム放送 月～木曜の朝番組 | 広島エフエム放送 月～木曜の朝番組 | 広島エフエム放送 月～木曜の朝番組 |
| 前番組                            | 番組名                            | 次番組                            |
| --------------------------------- | --------------------------------- | --------------------------------- |
| 田中宏之のMorning Blow            | HFMニュースパイス・シャワー       | GOOD MORNING                      |